# Viscum articulatum
Viscum articulatum är en sandelträdsväxtart som beskrevs av Nicolaas Laurens Nicolaus Laurent Burman. Viscum articulatum ingår i släktet mistlar, och familjen sandelträdsväxter. Inga underarter finns listade i Catalogue of Life.